# Jan Baptist Berthy
Jan Baptist Berthy of Berty († 1579) was een jurist en ambtenaar in de Spaanse Nederlanden.
Hij werd benoemd tot griffier van de Raad van Gelre (1544), secretaris van de Geheime Raad (1555) en van de Raad van State (1556), en charterbewaarder van de Raad van State (1565).
Tijdens de gevangenname van de Raad van State op 4 september 1576 door Brusselse en Brabantse troepen onder Jacques de Glymes en Hendrik de Bloyere, werd Berthy mee opgepakt. Hij zat tot 15 september vast in het Broodhuis. 